# Lalang Jaya
Lalang Jaya is een bestuurslaag in het regentschap Belitung Timur van de provincie Bangka-Belitung, Indonesië. Lalang Jaya telt 2971 inwoners (volkstelling 2010).